# 多聚毛属
多聚毛属(Massisteria)是丝足虫门下的一种属。 该属包含两个物种：多聚洋毛虫(Massisteria marina)和多聚覆毛虫(Massisteria voersi)。多聚覆毛虫十分微小，大小仅有2.3-3微米，是丝足虫门最小的生物之一。